# Ганс фон Зект
Йоганнес Фрідріх «Ганс» фон Зект (нім. Johannes Friedrich "Hans" von Seeckt; 22 квітня 1866 — 27 грудня 1936) — німецький державний і політичний діяч, воєначальник Прусської армії та Рейхсверу, генерал-полковник армії Веймарської республіки (1926). начальник Генерального штабу Німецької імперії (1919) та Веймарської республіки (1919—1920). За часів Першої світової війни начальник штабу 4-ї, 11-ї армій, групи військ на Сербському та Румунському фронтах. З грудня 1917 і до кінця війни — начальник Генерального штабу турецької армії. Реформатор Імперської армії Німеччини та засновник Збройних сил Німеччини у міжвоєнний час.

## Біографія

### Початок військової кар'єри
Йоганнес Фрідріх Леопольд фон Зект народився 22 квітня 1866 року в старовинній померанській шляхетній сім'ї офіцера, що вела свій родовід з XVIII століття. І хоча родина не мала значних статків і багатих угідь, його рідні належали до відомих сімей Пруссії й мали видатних представників серед родичів і близьких. Батько Йоганнеса присвятив своє життя Прусській армії та завершив кар'єру генералом і військовим губернатором Позена.
Після завершення навчання в гімназії у 1885 році, у віці 18 років, молодий Йоганнес поступив на службу до Імперської армії Німеччини і був зарахований до елітного гвардійського гренадерського полку імені царя Александра. У 1893 році зачислений на навчання до Прусської військової академії, по завершенні якої в 1896 році — один з небагатьох кандидатів зарахований до Великого Генерального штабу Німецької імперії. Проходив службу на штабних посадах, де зарекомендував себе з найкращого боку, як грамотний і талановитий офіцер.
З 1913 року майор Ганс фон Зект отримав посаду начальника штабу корпусу, що дислокувався в Берліні.

### Перша світова
Напередодні Першої світової війни фон Зекту присвоєно військове звання оберст-лейтенант і призначено начальником штабу 3-го корпусу Евальда фон Лохова. За умовами відмобілізування кайзерівської армії цей корпус входив до складу 1-ї німецької польової армії, котра за планом Шліффена зосереджувалася на правому фланзі імперських військ на Західному фронті.
З першого дня війни фон Зект на цьому фронті, брав участь у прикордонній битві, боях за Монс, першій битві на Марні. 27 січня 1915 року йому присвоєно чергове звання оберст.
У березні 1915 року його переводять на Східний фронт на посаду начальника штабу 11-ї армії генерала Августа фон Макензена. На цій посаді Ганс фон Зект продемонстрував неабиякі здібності та таланти в розробці та проведенні військових операцій.
Весною 1915 року він узяв найактивнішу участь у плануванні та проведенні Горлицького прориву, коли німецькі війська з 2 травня по 27 червня 1915 року вщент розгромили дві російські армії й вирвалися на оперативний простір. Саме за пропозицією фон Зекта, командувач Август фон Макензен увів у битву свої резерви у проломи в російській обороні, хоча за канонами того часу, резерви, як правило, кидали на посилення власних флангів та закріплення на здобутих рубежах. Однак, діючи в такій ризикований спосіб, імперська армія досягла приголомшливого успіху, передові частини 11-ї армії прорвалися так далеко в тил противника, що це призвело до повного колапсу фронту оборони царських військ. Росіяни ще довго не могли оговтатися від цього удару.

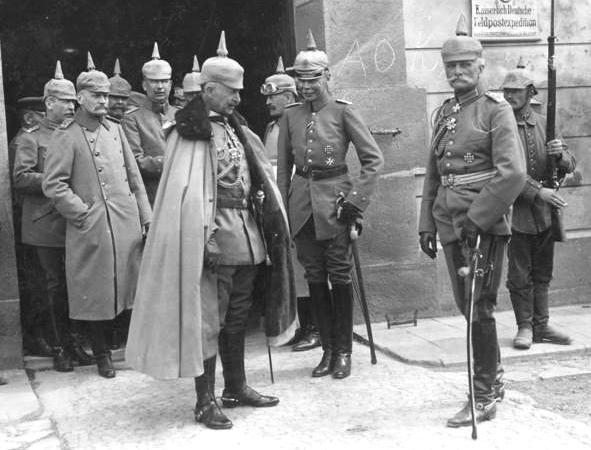
Кайзер Німеччини Вільгельм II поруч з Г.фон Зектом та фельдмаршалом А.фон Макензеном під час виїзду на Східний фронт. Квітень 1915

За видатні штабні навички та вміння, успішне планування й реалізацію сміливого задуму наступальної операції за клопотанням А.фон Макензена Ганса фон Зекта нагородили найвищою військовою нагородою імперії — орденом Pour le Mérite. А вже у червні 1915 року йому присвоєно чергове звання генерал-майора.
Восени 1915 для ведення військових дій на Сербському фронті генерал Макензен сформував групу армій під своїм ім'ям, до складу якої увійшли 11-та німецька, 3-тя австро-угорська та 1-ша болгарська армії Четверного союзу.
Як і в ситуації на Східному фронті, фон Зект відіграв ключову роль у розробці плану наступальної операції, що проводилася проти сербської армії. З 6 жовтня до 24 листопада 1915 року внаслідок чітко спланованого та організованого австро-німецько-болгарського наступу армія Сербії була вщент знищена, а Королівство окуповане арміями Центральних держав. Після приголомшливого розгрому військ противника на Сербському фронті за молодим генералом закріпилася слава, яка гриміла по всіх фронтах. У німецькій армії навіть з'явилася приказка: «Де Маккензен, там і Зект, а там, де Зект — там перемога».
За свої заслуги Ганс фон Зект був удостоєний дубового листя до Pour le Mérite.
У червні 1916 року його терміново перекидають з балканського напрямку на Східний фронт начальником штабу 7-ї австро-угорської армії генерала Пфланцера-Балтіна, що билася в Галичині. Ця армія Австро-Угорщини повинна була стримати Брусиловський прорив. Однак, у Зекта із самого початку виникли розбіжності з командувачем армією, який ніколи не вважав себе другом німців. Через це 7-ма армія незабаром була розбита військами російської армії. Після важких боїв і відступу австрійсько-німецьким військам нарешті вдалося зупинити російський наступ у передгір'ях Карпат.
У серпні 1916 фон Зекта переводять на іншу високу посаду — начальником штабу армійської групи ерцгерцога Карла. А після того, як у листопаді 1916 року ерцгерцог Карл став австрійським імператором, командувачем групою армій став ерцгерцог Йосип, і фон Зект залишався його начальником штабу протягом 1917 року.
У грудні 1917 року генерал-майора Г.фон Зекта відряджають на заміну оберста Фрідріха фон Шеллендорффа на посаду начальника штабу армії Османської імперії. Однак ані фон Зекту, ані його попереднику фон Шеллендорффу не пощастило переломити погляди вищого військового керівництва Стамбулу на військову стратегію. І хоча радників та керівників на посади командирів і командувачів турки запрошували з Німецької імперії регулярно, це ніяким чином не могло вплинути на загальну внутрішню військову систему хиткої імперії. До думки німецьких стратегів і командирів прислуховувалися, але, якщо це йшло врозріз з їхніми власними планами та стратегією, поради попросту ігнорувалися. Тому й ідеї та пропозиції німецького генерала рідко зустрічали підтримку й порозуміння з боку вищого керівництва збройними силами Османської імперії.

### Перші післявоєнні роки
У листопаді 1918 року після поразки Османської імперії та капітуляції її військ, Ганс фон Зект повернувся до Німеччини. Весною 1919 року його відрядили представником німецького Великого Генерального штабу на мирні переговори до Парижа. Він доклав максимум зусиль, намагаючись переконати західних союзників зменшити вплив нищівних та принизливих умов роззброєння німецької армії; він благав їх залишити збройні сили чисельністю 200 тис. чоловік. Проте, усі його аргументи розбивалися о непохитну позицію переможців. У червні 1919 року Німеччина прийняла грабіжні домовленості Версальського договору.
Нетривалий час генерал-лейтенант Йоганнес фон Зект перебував на посаді начальника Генерального штабу Німеччини, але, у зв'язку з реформуванням та ліквідацією Великого Генштабу уряд призначив його начальником Військового комітету реорганізації армії та переходу її на мирне життя й поклав на нього усю відповідальність за дотримання німецькою стороною вимог Версальських переговорів. Йому вдалося швидко розпочати реорганізацію сухопутних військ і вже 11 жовтня 1919 він став начальником, так званого Військового офісу Веймарської республіки і одночасно Головнокомандувачем армії Рейхсверу. Під його проводом, крім Військового управління, перебували Загальне управління (нім. AllgeTeines Heeresamt), Управління кадрів (нім. Heerespersonalant), Адміністративне управління (нім. Heeresverwaltungsamt). Військове управління складалося з чотирьох відділів. Перший відділ під назвою «Внутрішня оборона» виконував функції колишніх східних відділів Генерального штабу, оперативного та розгортання. Другим був організаційний відділ, третій займався іноземними арміями, а четвертий був навчальним.
З політичних міркувань начальник Військового офісу вважав, що заснування на частині німецьких земель Другої Речі Посполитої є першопричиною усіх проблем Німеччини на сході й гадав, що це несумісне з життєво важливими інтересами його країни. Відносини з Польщею драматично ускладнювала проблема так званого «Польського коридору», переданого Речі Посполитої. Коридор відділяв споконвічно німецьку Східну Пруссію від фатерлянду. Францію ж фон Зект розглядав як найпотужнішого та найнебезпечнішого ворога німецької нації. Саме через цю призму оцінок ситуації фон Зект наполягав на створенні альянсу з Радянською Росією, незважаючи на усю складність взаємостосунків з більшовиками.
Він розраховував, що врешті-решт Британія буде змушена воювати проти свого історичного ворога, Франції, і що, в час, коли станеться така подія, Англія шукатиме союзника на континенті, який нестиме весь тягар війни на суходолі. Він вважав, що сильна Німеччина буде найприваблівишим союзником, ніж слабка. Таємні контакти між Німеччиною і Радами розглядалися у контексті такої стратегії, як угоди, які додадуть сили обом країнам. Він не вірив, що така угода буде відчужувати Англію. Хоча Зект мав сильно антикомуністичні погляди, й категорично не сприймав появу комунізму у власній країні, це не означало, що він не буде здійснювати операції з Радянською владою, яка сприятиме посиленню позиції Німеччини у світі.
У квітні 1919 за проханням фон Зекта його особистий друг, ще за часів перебування в Стамбулі, Енвер-паша прибув до Москви, як таємний посланець німецької військової верхівки, для промацування можливих контактів з лідерами більшовицької держави. У серпні 1920 Енвер-паша надіслав генералу листа в якому запропонував від імені Радянського Союзу розділ Польщі в обмін на поставки німецької зброї до Радянської Росії.
Парадоксально, але Зект не хвилини не вагався застосувати військову силу при спробі німецьких комуністів захопити владу в зруйнованій війною Німеччині, й таке його особисте ставлення до комуністичних ідей не впливало на його погляди на стосунки з Радянським Союзом. Фон Зект розглядав неформальний союз з Радянською Росією в практичному плані, а не з точки зору ідеології. Поразка обох країн у Першій світовій перетворила колишні імперії на надзвичайно слабкі та невпливові на світовій арені держави, обидві країни мали купу зовнішніх загроз та проблем. Тому фон Зект вважав, що збройні сили обох країн мусять бути сильними. Він досить скептично ставився до зусиль генерала Рюдігера фон дер Гольця і його Фрайкора створити у Прибалтиці пронімецьку та антикомуністичну коаліцію держав. Водночас, він поділяв його намагання перетягнути ці країни на свій бік, хоча абсолютно не погоджувався з ідеями щодо перетворення їх на своєрідний плацдарм для «великого походу на більшовиків». Начальник Військового офісу вважав набагато більш загрозливішим ворогом для Веймарської республіки Польщу, а Росію думав використовувати як корисного помічника у справі знищення польської державності.
9 лютого 1920 року Ганс фон Зект зібрав на термінове засідання усіх вищих посадовців Військового офісу з приводу отримання німецьким урядом листа союзників зі списком військових злочинців, яких слід віддати під суд. Генерал оприлюднив ці вимоги і заявив, що якщо уряд Густава Бауера не зможе протистояти та поступиться таким вимогам, тоді він пригрозив, що Рейхсвер буде протистояти втручанню союзників у внутрішні справи держави усіма способами, аж до відновлення бойових дій. Він акцентував, що в разі вторгнення союзних армій до Німеччини — в чому він дуже сумнівався — Рейхсвер відступить за Везер та Ельбу на рубіж оборонних укріплень і боронитиме рідну землю проти загарбників. Одночасно на сході, німецькі війська розпочнуть наступ на Польщу і у взаємодії з Червоною армією почнуть війну проти Франції та Британії. Більш того, він попередив, що з цього моменту військове майно не може бути утилізоване чи продане й наказав скорочення армії здійснювати лише на папері. На цю промову, міністр внутрішніх справ Пруссії Альберт Гржезінські звернувся до уряду з тривожним листом про загрозу створення військової диктатури непоступливим генералом.
Більшість військового керівництва Німеччини категорично відмовлялася визнавати факт існування демократичної Веймарської республіки саме через сприйняття її лідерами кабальних умов Версальської угоди. Тому, фон Зект доклав чимало зусиль, щоб максимально ізолювати знов створене військо від політиків Німеччини. Армія, вважав він, не повинна займатися придушенням повстань, втручатися в класову боротьбу, служити інструментом громадянської війни. Деякі звали це навіть «державою в державі», через те, що армія розвивалася і діяла поза межами впливу політичних сил республіки. Однак, головною метою начальника Військового офісу була ідея зберегти міць та престиж німецьких збройних сил і не дати можливості поринути їй у безвладдя та сутички суспільства та держави. Зект прагнув до того, щоб армія захищала основи державності, але стояла поза політикою.

### Внутрішня ситуація в Німеччині
Найяскравіше роль фон Зекта в політиці Німеччини була продемонстрована в березні 1920 року під час Каппського путчу. Він попросту ігнорував накази вищого командування, зокрема рейхспрезидента Фрідріха Еберта, канцлера Густава Бауера та міністра оборони Густава Носке, кинути війська на придушення путчу. І хоча Головнокомандувач Рейхсверу заявив, що: «Немає ніяких питань послати війська битися проти цих людей», він діяв над законом. За конституцією Веймарської республіки, Верховним головнокомандувачем був президент країни й фон Зект, як керманич війська, мусив виконувати всі його накази у відповідності до чинного законодавства. Натомість він наказав своїм підлеглим ігнорувати інші вказівки та розпорядження й зайняв вичікувальну нейтральну позицію, по-суті підіграючи повстанцям. Бувши цілковито на боці своїх бойових товаришів, але, як дуже розумна та обачлива людина, фон Зект вважав їхній виступ передчасним і не втручався в перебіг подій, застерігаючи зі сторони, хто візьме гору. Німецький уряд, не маючи сил протистояти путчистам через фактичну зраду головнокомандувача, втік з Берліну й уже зранку 13 березня 1920 року до столиці без жодного пострілу ввійшли підрозділи бригади морської піхоти Германа Ергардта.
Вступ морських бригад Ергардта та інших формувань добровольчих загонів у Берлін змусив уряд переїхати спочатку до Дрездена, а потім у Штутгарт. Виїхали всі, за винятком віце-канцлера Шиффера, що залишився як посередник. Капп оголосив про призначення фон дер Гольця начальником Генерального штабу. Зект спокійно подав заяву про відставку, залишивши Військове управління на свого заступника.
Однак путч викликав хвилю протестів серед робітників, які, за закликом чинного уряду, почали загальнонаціональний страйк і підняли повстання, сформувавши Рурську Червону армію і започаткували встановлення радянської влади в Рурському регіоні. Бунтівники захопили зброю і бронемашини, по суті, з'явилися революційні війська, і цього разу не можна було обійтися без допомоги німецької армії. У ході операцій у декількох випадках формування рейхсверу порушили демілітаризовану зону, після чого Франція направила окупаційні війська до Франкфурту і Дармштадту.
Бачачи неспроможність заколотників стабілізувати ситуацію та різке погіршення економічної ситуації в країні, фон Зект направив оберста Вільгельма Гайе до реального лідера каппського путчу — генерала Вальтера фон Люттвіца, з повідомленням, що прийшов час закінчити з бунтом. Одночасно фон Зект продемонстрував свою симпатію до учасників повстання, надавши дозвіл бригаді морської піхоти Ергардта з усіма почестями вийти з Берліна.

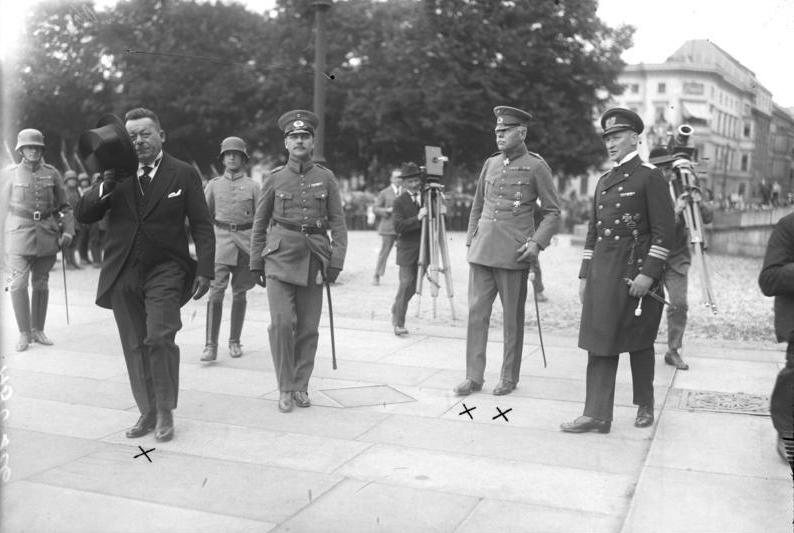
Генерал Ганс фон Зект поруч з рейхсканцлером та рейхспрезидентом Фрідріхом Ебертом. Берлін. Серпень 1923

Навдивовижу, явне невиконання присяги та неприкрита зрада не призвели до відставки, а тим більше до карного провадження щодо вчинку головнокомандувача. Фон Зект відповів керманичам Веймарської республіки, що «Рейхсвер не стріляє в Рейхсвер». Більш того, коли Президент Еберт спитав головного воєначальника, на чиїх позиціях стоять збройні сили, фон Зект відповів: «Рейхсвер стоїть за мною», а на питання, чи надійний він, той відповів: «я не знаю, надійний чи ненадійний він, але він виконує мої накази!»
Події березня 1920 року призвели до корінних змін на німецькому політичному Олімпі. Після відставки з поста голови Військового офісу, Ганс фон Зект зайняв посаду командувача Сухопутних військ Німеччини — фактично вищого керівника усіх збройних сил країни.
У 1921 році фон Зект заснував так звану «Робочу команду» (нім. Arbeits-Kommandos) на чолі з майором Ернстом фон Бухрукером, до складу якої увійшли колишні військові для виконання другорядних завдань. Контроль над Робочою командою здійснювався через секретну групу управління Зондергрупа R, до якої входили Курт фон Шляйхер, Ойген Отт, Федор фон Бок та Курт фон Гаммерштайн-Екворд.
Керівництво рейхсверу організувало підготовку добровольців у з'єднаннях, які видавалися за невійськові, трудові організації. В основному новобранці служили близько трьох місяців, сама служба проходила в прикордонних загонах і відрізнялася кращою якістю в порівнянні з іншими напівлегальними воєнізованими організаціями тих років. Такі підрозділи озброювалися зі схронів, прихованих німецькими офіцерами від міжнародних комісій, що стежили за виконанням угод. Так званий Чорний рейхсвер фон Бухрукера «прославився» тим, що фізично ліквідував німців, що співпрацювали з союзниками або були їхніми інформаторами. Коли інформація про існування такого роду «ескадронів смерті» потрапила до широкого кола спільноти, вибухнув неабиякий скандал.
1 жовтня 1923 року в Кюстріні, за сотні кілометрів від столиці, майор Бруно Ернст Бухрукер з «чорного рейхсверу» наказав своїм дружинам здійснити путч. Спроба скинути сильцем законний уряд у черговий раз провалилася. З самого початку фон Зект знав про існування та плани путчистів, і поділяв їхні думки, але ж, знову проявив хитрощі й не втрутився в перебіг подій. На суді фон Бухрукер ані слова не сказав про роль керівництва Рейхсверу в його діяльності й був засуджений на 10 років в'язниці. На суді також офіцери Зондергрупи R заперечували свідоцтва про свою причетність до замовлення вбивств політичних опонентів.
У секретному листі Голові Верховного суду Німеччини, який вів справу стосовно члена Чорного рейхсверу у замаху на вбивство, Зект визнав, що Чорний рейхсвер контролювався Рейхсвером, і стверджував, що вбивства були виправдані боротьбою проти Версаля, тому суд повинен виправдати підсудного.
У 1921 році один з членів Зондергрупи R Курт фон Шляйхер вів переговори з радянським представником Леонідом Красіним щодо надання німецької військової допомоги Совєтам. У вересні 1921 року, на секретній зустрічі у квартирі Шлейхера, обговорювалися деталі надання німецької фінансової та технологічної допомоги з метою нарощування радянської промисловості з виробництва зброї в обмін на підтримку Радянського Союзу в планах Німеччини ухилитися роззброєння у відповідності до положень Версальського договору. Шлейхер створив фіктивну корпорацію, відому, як GEFU (нім. Gesellschaft zur Förderung gewerblicher Unternehmungen) та організував передачу 75 млн рейхсмарок на рахунки цієї компанії для радянського військово-промислового комплексу. Ця компанія стала фундаментальною основою для будівництва об'єктів військового значення для виробництва літаків, танків, артилерійських снарядів та отруйних речовин. Контракти, заключні GEFU допомогли врятувати багато німецьких технологій, які згодом дуже знадобилися німцям при розбудові Вермахту.

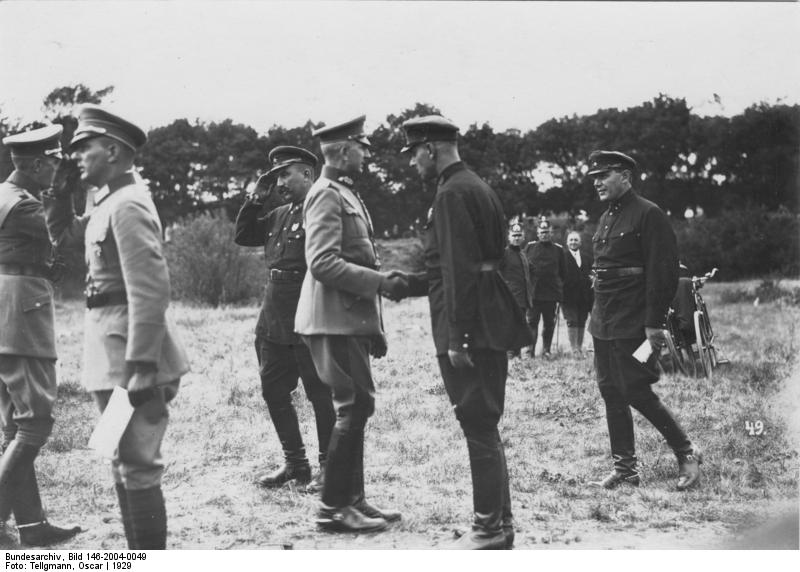
Німецькі та радянські воєначальники на спільних польових навчаннях. 1929

11 березня 1923 головнокомандувач сухопутних військ Рейхсверу вперше в житті зустрівся з Адольфом Гітлером. Пізніше фон Зект писав: «Ми маємо одну ціль; тільки ось шляхи наші різні!» Досвідчений генерал Першої світової навіть не здогадувався про те, які реально цілі ставить перед собою єфрейтор імперської армії.
У листопаді 1923 року Гітлер перейшов до активних дій і розпочав у Мюнхені «Пивний путч». Фон Зект довідався, що повстанці ветеранської організації «Кампфбунд» на чолі з Адольфом Гітлером та генералом Еріхом Людендорфом ставлять за мету повалення конституційного уряду й готові до відкритого оголошення військових дій проти союзників, передовсім Франції.
Фон Зект знав, що за таких умов потужна французька армія просто розчавить слабкі німецькі сили й окупує Німеччину, що врешті призведе до ліквідації німецької державності. Тому він віддав наказ баварській дивізії Рейхсверу не втручатися в конфлікт та залишатися вірним берлінському уряду.
Спроба путчу, який не отримав підтримки ні серед населення, ні серед військових (на що особливо розраховував Гітлер у зв'язку з симпатіями до НСДАП прославленого генерала Людендорфа), таким чином була приречена. Протягом декількох днів після придушення заколоту були заарештовані всі його лідери, крім Герінга і Гесса (вони втекли в Австрію, Гесс пізніше повернувся і теж був засуджений). Учасники ходи, в тому числі й Гітлер, отримали різні строки тюремного ув'язнення.
В обох випадках, як у вересневому путчі в Кюстріні, так і в листопадовому заколоті в Мюнхені, старий вояка зберігав вірність демократичному уряду країни не через щиру відданість Веймарській республіці та демократичним цінностям. Він чітко усвідомлював справжню мету як нацистів, так і Чорного рейхсверу, і будучи щирим патріотом Німеччини, знав, що в разі їхньої перемоги та розірвання мирних домовленостей, на його батьківщину чекатиме швидкий розгром слабких збройних сил та жорстока окупація союзними військами. Яскравим прикладом для нього була ситуація навколо Рурського конфлікту. Як ніхто інший він знав справжній стан справ зі спроможностями Німеччини чинити опір і наполягав на тому, що головне — це виграти час.
У 1925 році він писав: «Ми мусимо стати могутніми, і як тільки ми зможемо цього досягти, ми заберемо все, що втратили».

### Відставка
9 жовтня 1926 Ганс фон Зект був змушений піти у відставку за те, що дозволив проведення дуелей у військах і запропонував принцу Вільгельму Гогенцоллерну, онуку колишнього імператора, пост начальника військової підготовки без попереднього отримання згоди уряду.

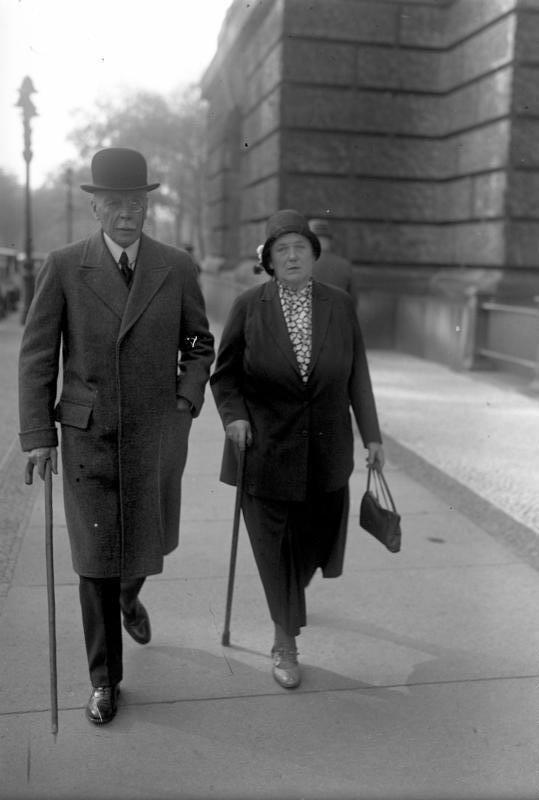
Ганс фон Зект з дружиною. Жовтень 1930

У відставці Ганс фон Зект поринув у політику і в 1930 році був обраний до Рейхстагу республіки від Німецької народної партії, де був депутатом до 1932 року. З 1933 до 1935 року відставний генерал служив військовим радником Чан Кайші і доклав багато зусиль до нормалізації стосунків між Китаєм та Німеччиною і сприяв підписанню договору про німецько-китайське співробітництво до 1941 року. На той час, взаємовідносини між двома країнами перебували у надзвичайно напруженому стані, й Чан Кайші вже розмірковував про скасування співробітництва з німцями та запрошення замість них французьких експертів.
У травні 1933 року Ганс фон Зект прибув до Шанхаю, де зайняв пост старшого радника німецької місії з економічного і військовому розвитку Китаю. У червні він представив Чан Кайші меморандум, в якому виклав свою програму індустріального і військового розвитку Китаю. Фон Зект запропонував реорганізувати китайські війська за зразком Рейхсверу в невелику, мобільну і добре оснащену армію: така армія мала стати основою правлячої влади. Першим кроком до підвищення якості Зект бачив зміну структури війська. Він порадив відбудувати армію централізовано, як піраміду, під загальним командуванням Чан Кайші, а ні регіональних польових командирів, що було вельми притаманне китайським збройним силам. Навчання солдатів повинно проходити за єдиним зразком, у «тренувальних бригадах», а офіцерський корпус мусив навчатися в спеціальних військових навчальних закладах.
Завдяки старанням фон Зекта Німеччині вдалося зберегти свої позиції в Китаї та, більш того, значно наростити їх інтенсивність і якість. Німці уклали нову торговельну угоду з Китаєм, у відповідності до якої, в обмін на поставки озброєння, екіпіровки та військової техніки, китайці поставляли мінерали, зокрема дорогоцінний для республіки вольфрам.
У березні 1934 Чан Кайші не тільки призначив фон Зекта своїм головним військовим радником, а й удостоїв його рангу заступника голови військової ради країни. Цей привілей надавав фон Зекту безпосереднє право бути присутнім на засіданнях вищої ради поруч з воєначальниками Китайської республіки. На одному з таких засідань генерал порадив Чан Кайші ідею, як перемогти китайських комуністів. В основу його доктрини була покладена «тактика спаленої землі». Фон Зект пропонував побудувати низку оборонних рубежів та фортів навколо територій, де панували комуністичні війська, й таким чином змусити їх діяти за умовами, вигідними для Ґоміньдана. Весною та літом 1934 у відповідності до порад військового радника, урядові війська завдали серію поразок повстанцям і врешті-решт змусили їх у жовтні 1934 року відступити у знаменитому марші, який отримав назву «Великий похід».
Після повернення з Китаю відставний генерал жив у столиці.
27 грудня 1936 генерал-полковник Йоганнес фон Зект помер у Берліні й був похований на військовому цвинтарі Інваліденфрідгоф.

## Створення Рейхсверу
За умовами Версальського договору Імперська армія та її Генеральний штаб мали бути розпущені, замість них Веймарська республіка створювала нові власні збройні сили — Рейхсвер. Його чисельність встановлювалася лише в 100 тис. військових, і їй заборонялося мати усі найсучасніші види озброєння та військової техніки.
Намагаючись уникнути суворих умов Версальського договору фон Зект пішов на певні хитрощі. Після війни звільнилося багато кадрових військових, безліч офіцерів були знижені у званні до солдатських чинів. Вирішуючи дану проблему, німецьке командування звернуло увагу на досвід Наполеонівських воєн, коли Шарнхорст, маючи аналогічну проблему лімітованої після поразки у війні армії, організував обов'язкову військову службу, яка дозволила організувати велике боєздатне військо після поразок Наполеона. Зект і його прихильники, по суті, прагнули зробити теж саме, що і Шарнхорст, але в набагато важчих умовах.
Оскільки Прусська Військова академія припинила своє існування, виникла кадрова проблема поповнення вищого керівництва Рейхсверу свіжими силами. Для переборювання дефіциту досвідчених офіцерів були введені так звані іспити у військових округах, які включали перевірку знань в галузі військової науки, залізниць і комунікацій, рівень володіння мовами, знання історії та інших предметів. На думку Зекта, штабний офіцер повинен був бути не тільки грамотним професіоналом, але й високоосвіченою людиною.
Невелике число вакансій передбачало найсуворіший відбір. Приміром, навесні 1922 року в IV-му військовому окрузі екзаменувати 164 офіцери. Восени 20 із цих офіцерів були направлені для проходження підготовки як заступника командира. Шестеро з цих двадцяти перейшли на наступну стадію підготовки. І нарешті, в 1925 році лише один офіцер обійняв посаду у Військовому управлінні в Берліні.

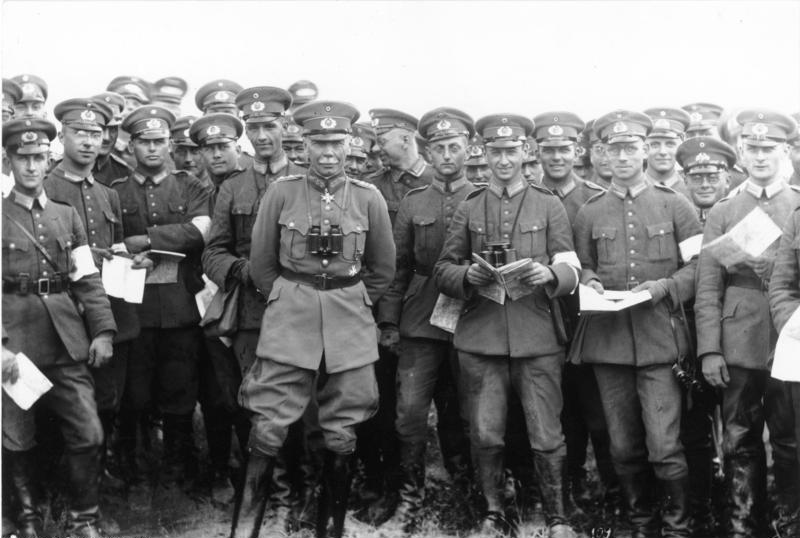
Начальник Військового офісу генерал-полковник Г.фон Зект на польових заняттях з підрозділом Рейхсверу в Тюрингії. 1925

Завзятий прибічник ідеї сильної армії та могутньої держави, генерал-лейтенант фон Зект згодом у своїх мемуарах відмічав настрої офіцерського корпусу Німеччини щодо справедливості умов договору у Версалі. Попри занепадницькі настрої, що панували серед колишніх генералів та офіцерів кайзера, фон Зект продовжував наполягати на тому, що Німеччині вкрай необхідна дієва та високопрофесійна армія. Навіть за такі умови і в тих обставинах, що склалися. Він завжди дотримувався принципів, що війна на превеликий жаль — це звичайне явище в історії людства й тому військові, як каста професіоналів, мусить бути підготовлена до наступної війни якомога краще. Він завжди проказував, що війна неминуча й що німці мають зберегти найкращі традиції воїнів, і в жодному разі не втрачати наступальний та незламний дух тевтонських прародичів. Він наполягав на тому, що Рейх не шукає собі новий конфлікт, але передовсім справжні вояки мусять тримати своїх підлеглих та населення країни в цілому готовими до оборони Німеччини.
Серед 100 000 військовиків, що дозволялися німецькій армії, тільки 4 000 були офіцерами. Й для того, щоб зберегти цінні офіцерські кадри, на яких стоятиме фундамент нової армії, фон Зект доклав максимум зусиль, щоб вибрати найкращих серед найкращих. І тому відбір офіцерів був надзвичайно жорстким. На службу приймали лише тих, хто добре знав іноземні мови, вмів водити автомобіль і користуватися сучасними засобами зв'язку, знав історію та володів високим рівнем культурного розвитку. Щоб отримати наступний чин, командир тримав усний та письмовий іспит. Якщо він його не здавав, то йшов у відставку, звільняючи місце більш професійним людям. Таким чином, офіцерам доводилося весь час вчитися, підвищуючи свій професійний рівень, а не утягуватися в політичні перипетії тогочасної країни, й не займатися пияцтвом чи дурницями.
Багато кадрових офіцерів та військових інженерів колишньої імперії знайшли тимчасову роботу в Японії, Китаї, південноамериканських країнах і в Радянському Союзі, де вони могли здобути деякий досвід у поводженні з бронетехнікою. Офіцери військово-повітряних сил стали літати на цивільних авіалініях. Чимало демобілізованих солдатів і офіцерів мали можливість практикуватися у військовій справі в різних неофіційних організаціях, яких у Німеччині з'явилося досить багато, причому за допомогою всіляких вивертів для їх тренувань було збережено зброю.
Використання армії в поліцейських цілях могло привести до розриву між армією і народом, якого випливало уникнути за будь-яку ціну, тому-то офіцери повинні були залишатися абсолютно аполітичними. Офіцери не могли бути контрреволюціонерами, але й не могли бути республіканцями. І таким же пильновитим був відбір рядового складу. Крім того, новобранці, що потрапляли в комфортні казарми, на відміну від напівголодних громадян, отримували доволі ситну їжу. Зект різко скоротив обсяг даремних муштри і безглуздих крокувань, віддаючи перевагу справжнім бойовим навчанням й інтенсивним спортивним тренуванням.

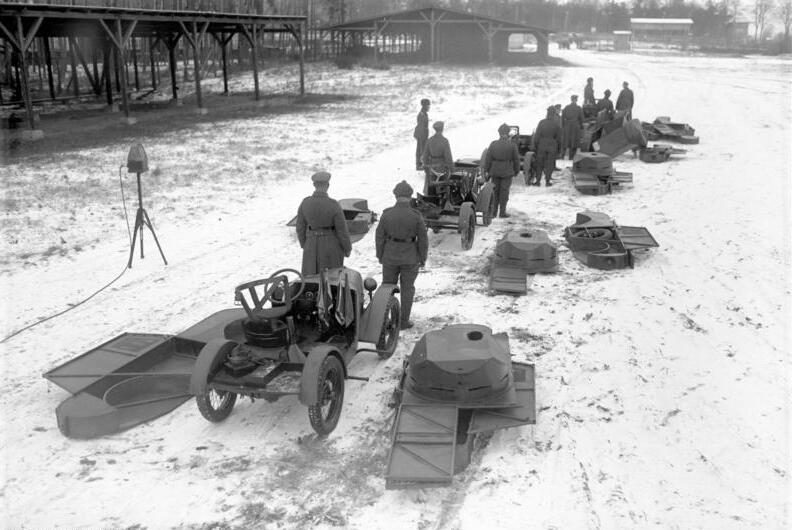
Німецький підрозділ з макетами танків перед початком тренувань. Лютий 1932

Особисто фон Зект дотримувався консервативних політичних поглядів. Він був прибічником монархії та всіляко намагався утримати в армії найкращі традиції німецької імперської армії. Тому, при формуванні окремих рот та ескадронів кінноти вони успадковували звичаї найславетніших полків кайзерівської армії й офіційно вважалися спадкоємцями їхніх традицій. Генерал хотів, щоб кожен підрозділ Рейхсверу був наступником знаменитих полків прусської, баварської, саксонської чи вюртемберзької армій.
Фон Зект примудрився зробити все якнайкраще. Суть задуманого їм добре показав французький письменник, який написав, що Зект намагався зробити з Рейхсверу ядро майбутньої національної армії. Зект створював рейхсвер як армію, кожен військовослужбовець якої готувався таким чином, щоб у разі необхідності зайняти вищу посаду. Зект не відчував довіри до масової армії. До того ж, чисельність Рейхсверу була обмежена Версалем, хоча генерал чітко усвідомлював, що чисельність армії була і залишалася одним з ключових чинників досягнення перемоги у війні.
У цих умовах Зект зробив ставку на максимально швидке розгортання масової армії на основі існуючого обмеженого, але високопрофесійного контингенту. Він створював елітну армію, приділяючи особливу увагу навчанню і військовій підготовці офіцерів. Цей задум тим більш зрозумілий у зв'язку з тим, що нарешті закінчилася позиційна війна, влучно названа біографом Зекта «тактичним збоченням». Між іншим, саме завдяки мобільності особливим визнанням Зекта користувалася кіннота. Союзники, вважаючи кавалерію застарілим родом військ, не наклали обмежень на її чисельність, чим негайно скористався Зект. Суть його плану полягала в тому, щоб компенсувати нечисленність армії максимальною її мобільністю.
На думку фон Зекта, велика армія нищівно впливає на економічне процвітання країни. Він вважав, що в мирний час надзвичайно важливо «всіляко обмежити непродуктивну затримку людей на додатковий термін військової служби». Ключовими моментами майбутніх успіхів він вважав сучасне технічне забезпечення та тактичну грамотність. «Основна маса призовників, чия підготовка була нетривалою і поверхневою, є „гарматним м'ясом“ у найгіршому сенсі цього слова, тим більше якщо їй протистоїть невелика група відмінно навчених і оснащених за останнім словом військової техніки бійців». Це передбачення збулося в 1940 році, коли кілька бронетанкових дивізій Вермахту, що діяли спільно з пікіруючими бомбардувальниками, повністю паралізували і розбили погано оснащену, зате куди чисельнішу французьку армію.
У першій післявоєнній настанові з тактики дій для Рейхсверу було вказано, що «кожна дія має базуватися на раптовості. Без раптовості неможливо досягти значних результатів». Інший основний принцип тактики дій — гнучкість. «Резерви слід висувати і використовувати там, де досягнутий успіх, навіть якщо тим самим доведеться перенести первісний центр ваги». Щоб забезпечити гнучкість, у Рейхсвері були розроблені нові засоби зв'язку, причому для цієї мети була виділена велика частина людей, ніж у будь-який інший післявоєнної армії. Командири всіх рангів повинні були знаходитися ближче до передової, ніж це вважалося загальноприйнятим, щоб вони могли безпосередньо контролювати хід бою і за необхідністю швидко впливати на нього.

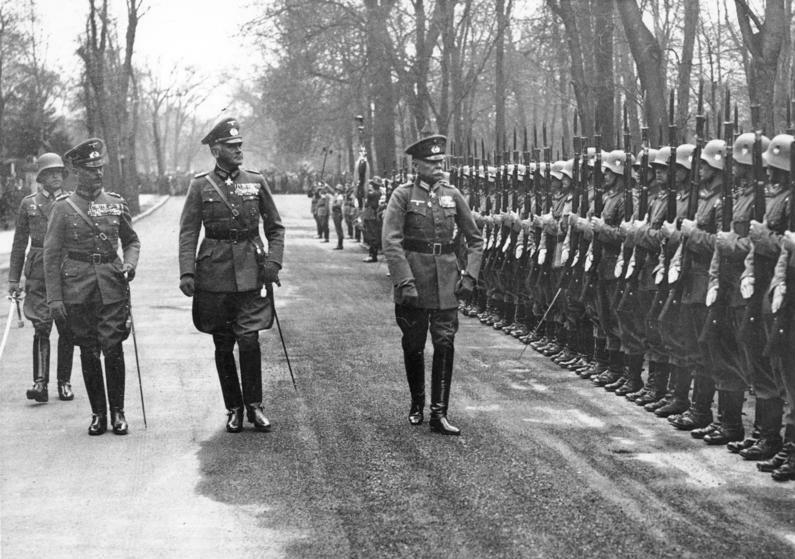
Відставний генерал-полковник Ганс фон Зект на урочистостях з нагоди 70-річчя. Праворуч від нього майбутні фельдмаршали Гітлера В. фон Бломберг та Г. фон Рундштедт. Берлін. 22 квітня 1936

Незвичайно, але питання маневреності, яке стало нарізним каменем підготовки та тактики дій німецької армії, становило разючий контраст з принципами дії, наприклад, французької армії, в якій вважалося, що «з двох елементів — вогонь і рух — вогонь є переважаючим». Переможці Великої війни, французи перебували в упевненості, що будь-яка війна майбутнього стане повторенням повільною тактики 1918 року.
Свої роздуми фон Зект підвів у праці «Fuhrung und Gefecht» (Командування і битва), в якій відстоював концепцію маневреної війни. Зект вважав, що проста, але велика за розміром армія здатна в кращому випадку тільки відбити наступ противника. Перемога досягається маневром великих комбінованих сил: кінноти, піхоти, моторизованих з'єднань, кулеметів і артилерії. Особовий склад Рейхсверу складався з загартованих у боях ветеранів, але їх потрібно навчити новим прийомам ведення війни.
Система підготовки військ генерала фон Зекта стала найжорсткішою та серйознішою у світі. Тренування та навчання проводилися в умовах, максимально наближених до бойових. Війська інтенсивно вивчали способи ведення протиповітряної та протитанкової боротьби. При цьому німці сміливо обходили версальські заборони. Якщо їм не дозволялося мати танки, замість них використовувалися автомобілі, обшиті фанерою «під танки», а то й просто муляжі, які вручну штовхали солдати. Імітувалась і авіація: в кожній дивізії формувалися спеціальні повітряні загони, пілоти яких імітували повітряні атаки, відпрацьовуючи дії за викликом наземних військ. Льотчики вчили наземні війська майстерно маскувати техніку, ховаючись від повітряних розвідників. У ході навчальних битв батальйонні командири дзвонили на неіснуючі аеродроми з проханням вислати повітряну розвідку і засікти координати опорних пунктів оборони противника. Потім починалися уявні атаки уявних бомбардувальників, які громили вузли опору ворога. Далі відпрацьовувалося винищувальне прикриття наступаючих німецьких частин з повітря. В такій спосіб німці вчилися організації взаємодії ВПС і сухопутних сил.
Зміст військової дисципліни в армії фон Зекта також значно трансформувався на відміну від жорстоких традицій прусської та імперської армій.
Ганс фон Зект вніс максимальний внесок у відродження німецької армії після Першої світової війни і заклав основи, на яких могла бути зведена нова, ще більш потужна структура. Його плани розроблялися і втілювалися в життя у важких умовах, нав'язаних переможцями, які були покликані виключити можливість відродження німецької армії. Існуючі серйозні обмеження робили роботу Зекта ще більш важливою. Досягнення Вермахту, особливо на першій переможної стадії війни, були пов'язані з реалізацією планів Зекта. Саме генералу фон Зекту Німеччина зобов'язана появою дієздатної армії, відроджувалася ще в ті дні, коли Генеральний штаб, зв'язаний по руках і ногах умовами Версальського договору, працював у підпіллі.
Фактично Зеніт заклав колосальний фундамент ідей, які зрештою відродили німецьку армію, при цьому направивши процес розвитку по шляху прогресу, додавши якісну складову до процесу кількісного зростання, наскільки дозволила бездіяльність союзників.

## Особа фон Зекта
На відміну від багатьох офіцерів Ганс фон Зект багато подорожував, був багатогранно освіченою людиною з широким кругозором і гнучким розумом. Коли він став на чолі військової піраміди розгромленої Німеччини, його першою перешкодою на шляху реалізації планів відродження армії стала недовіра лідерів нової республіки до касти військових, які завжди ставилися до цивільних осіб із зарозумілою зневагою, вони ж і призвели націю до нищівної поразки. Тут Зекту допомогло те, що його вишукані манери, дипломатичний такт і уважне ставлення до людей виробляли дуже гарне враження і викликали симпатію, особливо в порівнянні з зарозумілою безцеремонністю Гінденбурга і Людендорфа.
Зект становив безсумнівний і вельми виграшний контраст із загрозливою фігурою класичного прусського генерала, який залишив після себе недобру пам'ять. Незмінна елегантність, різнобічні інтереси і широкий кругогляд вдало доповнювали образ цієї стриманої людини, яка отримала прізвисько «сфінкс». А його трохи цинічне ставлення до навколишнього, супроводжуване іронічними коментарями і глузливими репліками, завжди було неприйнятним у вищих військових колах, у той час як серед політиків ці ж якості здавалися свідченням відсутності фанатизму і вдалого поєднання багатого військового досвіду з помірним духом мілітаризму.

## Нагороди
- Столітня медаль
- Орден Червоного орла 4-го класу з короною
- Орден Корони (Пруссія) 3-го класу
- Хрест «За вислугу років» (Пруссія)
- Залізний хрест 2-го і 1-го класу
- Pour le Mérite з дубовим листям
  - дубове листя (27 листопада 1915)
- Військовий орден Максиміліана Йозефа, командорський хрест
- Орден «За заслуги» (Баварія) 2-го класу
- Орден Альберта (Саксонія), лицарський хрест 2-го класу з мечами
- Орден Вюртемберзької корони, командорський хрест
- Медаль «За відвагу» (Гессен)
- Ганзейський Хрест (Гамбург)
- Хрест «За військові заслуги» (Мекленбург-Шверін) 2-го і 1-го класу
- Військовий Хрест Фрідріха-Августа (Ольденбург) 2-го і 1-го класу
- Орден дому Саксен-Ернестіне, командорський хрест 1-го класу з мечами
- Королівський угорський орден Святого Стефана, командорський хрест
- Орден Леопольда 1-го класу
- Орден Залізної Корони 1-го класу з військовою відзнакою
- Почесний знак Австрійського Червоного Хреста, зірка
- Золота медаль «Імтияз»
- Орден «Османіє» 1-го класу з шаблями
- Орден Меджида 1-го класу з шаблями
- Військова медаль (Османська імперія)
- Орден «За хоробрість» 2-го класу
- Орден «За військові заслуги» (Болгарія), великий хрест
- Орден Святого Йоанна (Бранденбург), лицар справедливості
- Почесний хрест ветерана війни з мечами